# Lahdenperä
Lahdenperä är en udde i Finland.   Den ligger i den ekonomiska regionen  Åbo ekonomiska region  och landskapet Egentliga Finland, i den sydvästra delen av landet, 180 km väster om huvudstaden Helsingfors. Lahdenperä ligger på ön Livonsaari.
Terrängen inåt land är mycket platt. Havet är nära Lahdenperä åt sydväst.  Närmaste större samhälle är Nådendal, 15,8 km öster om Lahdenperä. 